# Гімнокаліціум голий
Гімнокаліціум голий, гімнокаліціум денудатум (лат. Gymnocalycium denudatum (Link & Otto) Pfeiff. ex Mittler, 1844) — кактус з роду гімнокаліціум (підрід лат. Microsemineum).

## Назва

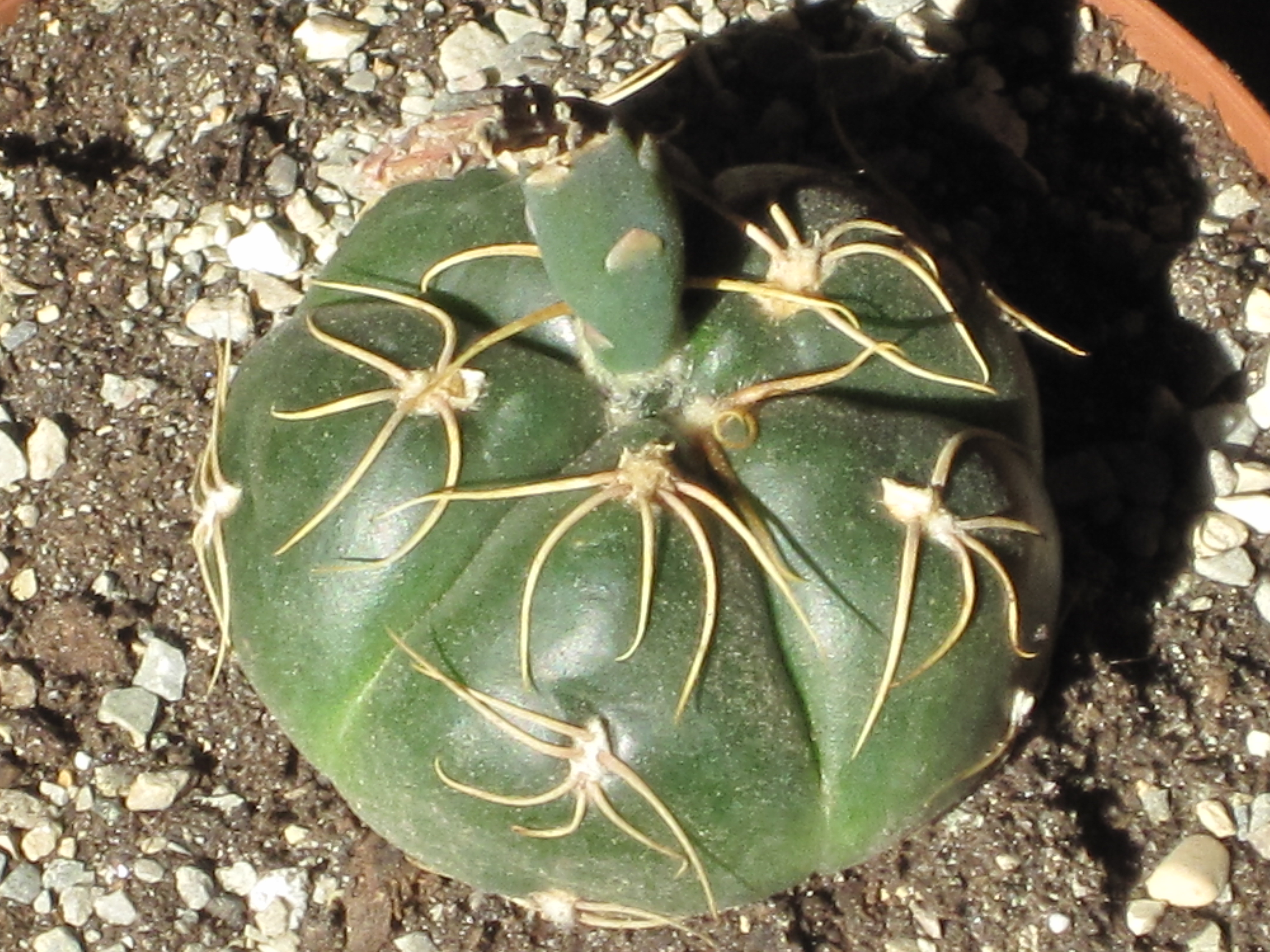
Колючки Gymnocalycium denudatum нагадують павучків

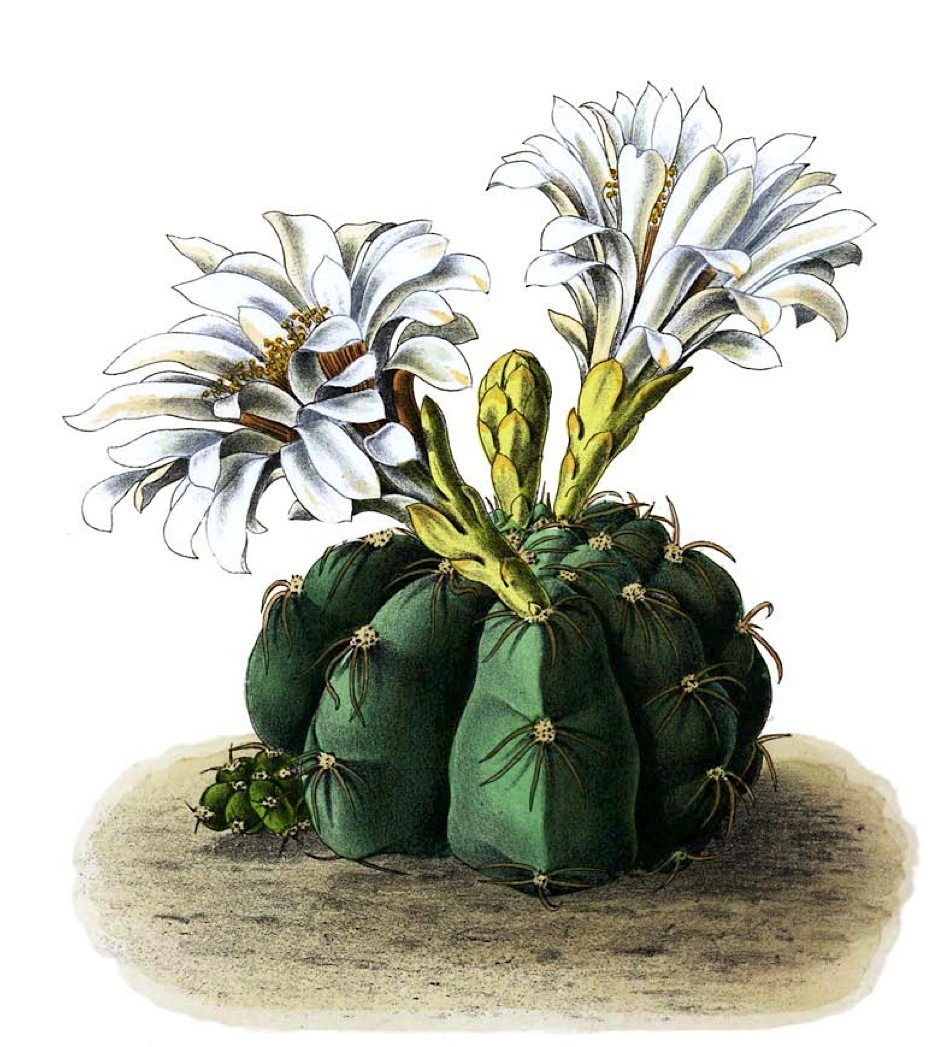
Ілюстрація Gymnocalycium denudatum у виданні К. Шумана, М. Гюрке і Ф. Фаупеля «Blühende Kakteen» («Квітучі кактуси»)

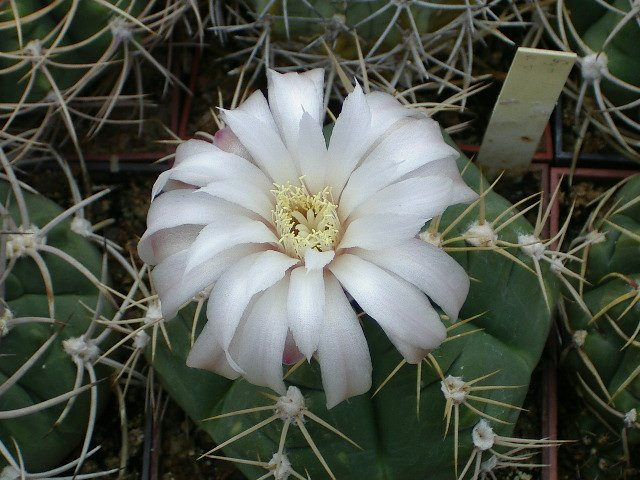
Квітка Gymnocalycium denudatum

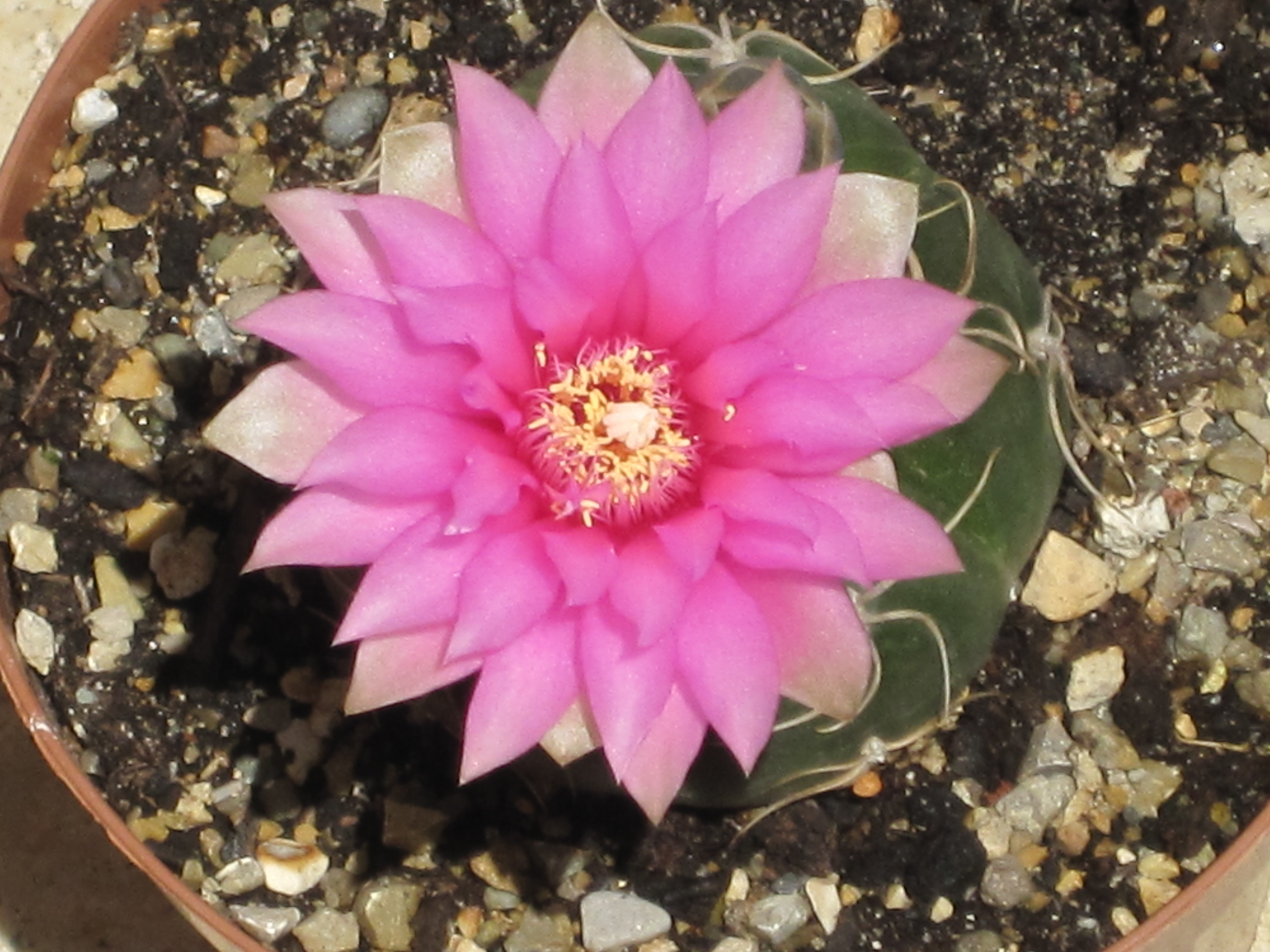
Квітка гібридної форми Gymnocalycium denudatum

Видова назва цього гімнокаліціума походить від лат. nudus — оголений, голий, що відноситься до голої чашечки рослини.
Місцева назва «катус-павук» (spider cactus) вказує на характерний вигляд колючок, які нагадують павучків.

## Загальна біоморфологічна характеристика
Рослини поодинокі від приплюснуто-кулястих до кулястих, глянцево-зелені, 2-3 см заввишки (за Боргом 5-10 см), 6-8 см в діаметрі (за Боргом 15 см).
Ребер 5-8, плоскі, широкі зі слабко вираженими горбками.
Ареоли небагаточислені, округлі, злегка опушені, розташовані на відстані 1-2 см одна від однієї.
Колючок 3-5, білувато-жовті, вигнуті до стебла, іноді притиснуті до нього, 1-1,5 см завдовжки.
Квіти, чисто-білі, до 5 см завдовжки і 7 см в діаметрі, квіткова трубка тонка. Зовнішні пелюстки, тупі, зелені, з білою окантовкою, середні — білі або рожеві, з зеленуватою центральною смугою, внутрішні пелюстки — білі, загострені, з зубчастим краєм. Тичинки — білі, трубчасті; рильце маточки розділене на 6-8 блідо-жовтих сегментів.
Плоди довгасті, зелені.

## Ареал розповсюдження в природі
Цей вид зустрічається в Бразилії (штат Ріо-Гранде-ду-Сул), північному Уругваї (Мело) і, ймовірно, в Парагваї. В Аргентині було зареєстровано у провінції Місьйонес (Апостолес і, ймовірно, в Санта-Ана).

## Екологія
Виростає на кам'янистих відслоненнях на пасовищах пампи на висоті від 100 до 250 м над рівнем моря.

## Різновиди
Gymnocalycium denudatum є надзвичайно мінливим видом. Виділяють декілька підвидів і варитетів цього гімнокаліціума. Деякі з них:
- Gymnocalycium denudatum var. Bruennowii Haage — форма з 12 ребрами.
- Gymnocalycium denudatum var. paraguayense Haage — має випукліші ребра.
- Gymnocalycium denudatum var. roseiflorum Hildm. — внутрішні пелюстки — рожеві.

## Гібриди
В колекціях є популярним також гібрид Gymnocalycium denudatum cv. Jan Suba, названий на честь померлого чеського кактусівника Яна Шуби, який успішно створив цей культивар. Після численних спроб перехресного запилення Gymnocalycium denudatum з Gymnocalycium baldianum, він врешті-решт отримав рослину, яка має типовий зовнішній вигляд гімнокаліціума голого і цвіте красивими червоними квітками, притаманими гімнокаліціуму Бальда. Цей гібрид в більшості випадків є автофертильним і дає дуже одноманітні сіянці.
Існують також різні природні гібриди з Gymnocalycium multiflorum.

## Загорози та охорона у природі
Гімнокаліціум голий входить до Червоного списку Міжнародного Союзу Охорони Природи, стан — під загрозою вимирання. Цей вид тпкож занесено до списку зникаючих видів в Ріо-Гранде-ду-Сул, Бразилія.
Gymnocalycium denudatum має порівняно широкий ареал, однак популяції неухильно скорочуються. За оцінками, скорочення чисельності рослин в Бразилії та Уругваї протягом останніх 30 років (час життя генерації — 10 років) досягло 60 %.
Основними загрозами цього виду є випас худоби та витоптування худобою, сільське господарство, лісове господарство евкаліпта, інвазивні трави і пожежі. Цей кактус також збирають як декоративну рослину.
На природоохоронних територіях цей вид не присутній.

## Культивування
Gymnocalycium denudatum і споріднені йому види ростуть в трав'янистій пампі субтропічної зони, тому влітку надають перевагу радше напівтіні, ніж палючому сонцю.
У період вегетації потрібен рясний полив і родючий ґрунт.
Щоб запобігти зморщуванню протягом зимового періоду спокою, рекомендується не залишати рослини абсолютно сухими.
Найкраща зимова температура — близько 10 °C.